# Eotetranychus celtis
Eotetranychus celtis är en spindeldjursart som beskrevs av Ehara 1965. Eotetranychus celtis ingår i släktet Eotetranychus och familjen Tetranychidae. Inga underarter finns listade i Catalogue of Life.